# IC 2926
IC 2926 је појединачна звијезда у сазвјежђу Лав која се налази на листи објеката дубоког неба у Индекс каталогу.
Деклинација објекта је + 12° 26' 13" а ректасцензија 11h 33m 4,7s.